# Franziska Weber
Franziska Weber, född 24 maj 1989 i Potsdam i Östtyskland, är en tysk idrottare som tävlar i kanot. Hennes största meriter hittills är en guld- och en silvermedalj vid de olympiska sommarspelen 2012 i London samt två silvermedaljer vid de olympiska sommarspelen 2016 i Rio de Janeiro.
Weber tävlar sedan 2009 för det tyska laget i kanot. Guldmedaljen i London vann hon tillsammans med Tina Dietze i K-2 över 500 meter. Över 500 meter i K-4 var Tina Dietze, Carolin Leonhardt och Katrin Wagner-Augustin med i båten som vann silver. Weber studerar till byggnadsingenjör i Potsdam.
Vid de olympiska kanottävlingarna 2016 i Rio de Janeiro tog hon två silvermedaljer i K-2 500 meter och K-4 500 meter.